# Chora approximata
Chora approximata är en fjärilsart som beskrevs av W. Warren 1916. Chora approximata ingår i släktet Chora och familjen trågspinnare. Inga underarter finns listade i Catalogue of Life.